# Port Macquarie
Port Macquarie est une ville côtière de la Nouvelle-Galles du Sud en Australie. Elle borde la mer de Tasman. En 2006,  elle comptait 38 598 habitants .

## Géographie
La ville s'est développée sur la rive sud de la rivière Hastings, elle est située à environ 390 km au nord de Sydney et à 570 km au sud de Brisbane. 

## Histoire
La première visite d'un européen dans la région date de 1820 quand John Oxley atteignit la côte à partir de l'intérieur du pays. Il donna à l'endroit le nom du gouverneur de l'État Lachlan Macquarie. La ville fut d'abord un centre pénitentiaire avant de devenir une ville.
La ville est surtout connue pour ses koalas, ses nombreuses plages et ses cours d'eau. En novembre 2019, au moins 350 koalas sont morts dans les incendies de la réserve de Port Macquarie, hypothéquant ainsi l'avenir de l'espèce dans cette zone.